# Riedholz (Szwajcaria)
Riedholz (gsw. Riedhouz) – miejscowość i gmina w Szwajcarii, w kantonie Solura, w jednostce administracyjnej (Amtei) Solura-Lebern, w okręgu Lebern. Leży nad rzeką Aare. 1 stycznia 2011 do gminy przyłączono gminę Niederwil.

## Demografia
W Riedholz mieszka 2288 osób. W 2022 roku 10,9% populacji gminy stanowiły osoby urodzone poza Szwajcarią. 

## Transport
Przez teren gminy przebiegają drogi główne nr 5, nr 12 i nr 22.